# Monte Towe
Monte Corwin Towe (Marion, 27 settembre 1953) è un ex cestista e allenatore di pallacanestro statunitense, professionista nella ABA e nella NBA.
Con 1,70 m di altezza, è considerato uno dei giocatori più bassi di sempre ad aver giocato in NBA.

## Carriera
Venne selezionato dagli Atlanta Hawks al quarto giro del Draft NBA 1975 (57ª scelta assoluta).

## Palmarès
- Campione NCAA (1974)
- ABA All-Star Game: 1

1976